# Solanum anceps
Solanum anceps är en potatisväxtart som beskrevs av Hipólito Ruiz López och Pav.. Solanum anceps ingår i släktet skattor som ingår i familjen potatisväxter. Inga underarter finns listade i Catalogue of Life.